# 三菱Eterna Λ
三菱Eterna Λ（日语：三菱·エテルナΛ）乃日本三菱汽車於1978年至1984年之間所開發生產的雙門硬頂型轎跑車，原車名叫做三菱Galant Λ Eterna。

## 概要
本車種由「Car Plaza」銷售管道專售，至於銘牌、進氣壩、燈具不同的兄弟車三菱Galant Λ，則是透過「Galant」體系發售。關於車名的由來，「Eterna」在義大利語中意謂「永恆」。至於希臘字母「Λ」相當於英文字母的「L」，具有「Luxury car豪華車」之意。

## 歷史

### 第一代（1978年-1980年）
1978年 - 3月三菱Galant Λ Eterna正式發售，與兄弟車Galant Λ之間的差異在於銘牌、進氣壩、燈具等處。動力心臟為1.6L直列四缸SOHC 4G32/G32B型、2.0L直列四缸SOHC 4G52型等二種引擎，皆具備MCA-JET技術以因應昭和53年汽車廢氣排放標準。
1979年 - 3月推出「2000 Touring」車型，隨後和Galant Λ同步於5月推出搭載2.6L直列四缸SOHC 4G54型引擎的「2600 Super Touring」車型，最大馬力120ps / 5,000rpm、扭力峰值21.3kg·m / 3,000rpm，具有6支木製喇叭音箱的Diatone音響系統、灰色絨布座椅、雙色車身塗裝等高級配備，內部前車頂設有石英擺盪式數位時鐘及聚光燈，另可加價選購空調系統。

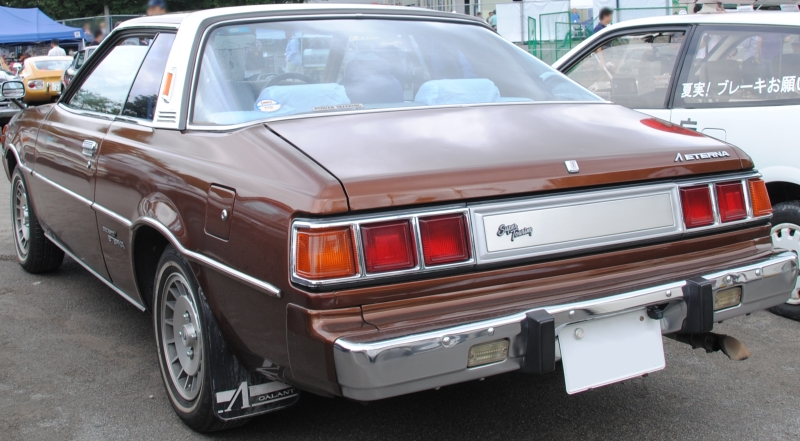
車尾
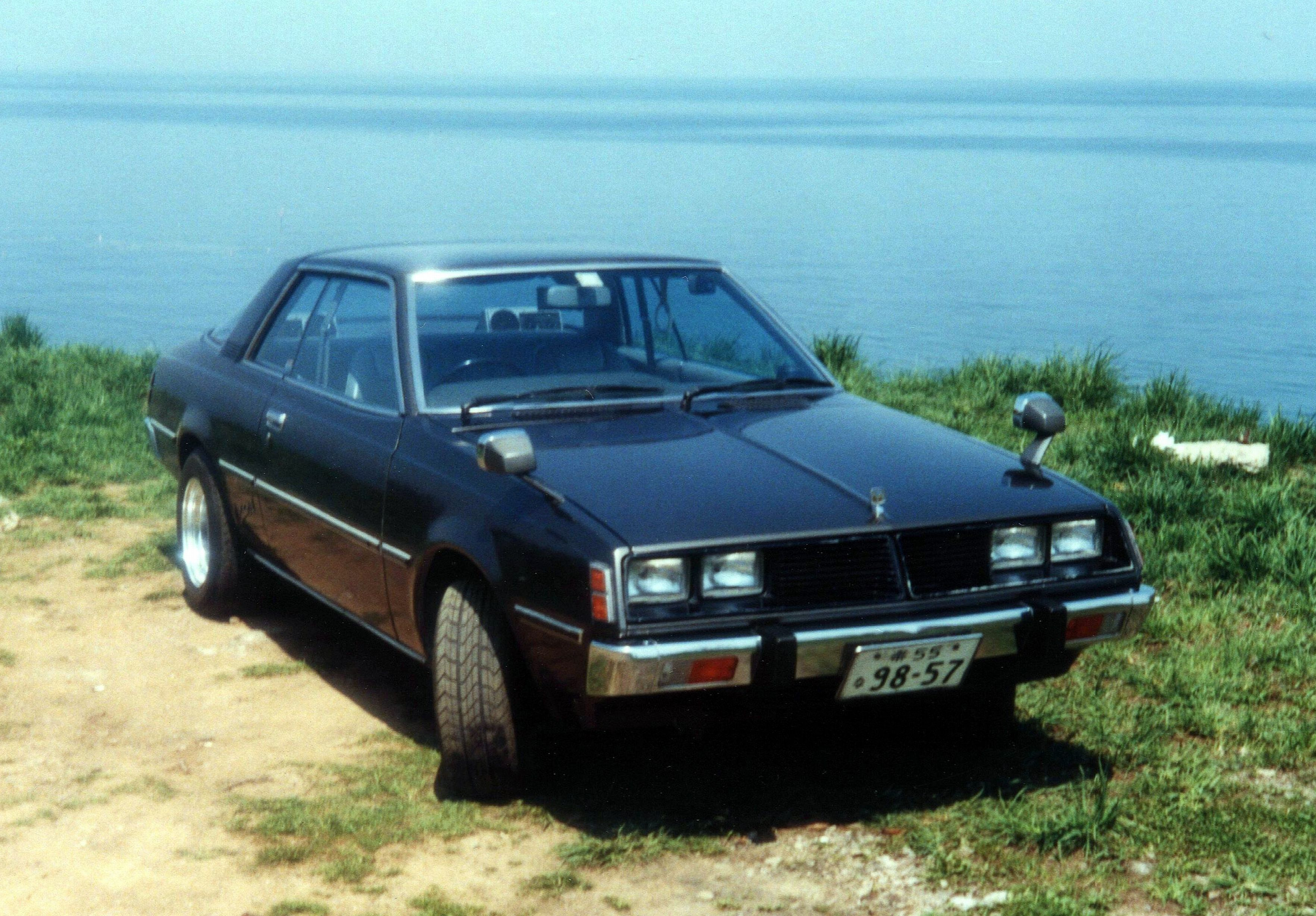
兄弟車三菱Galant Λ車頭
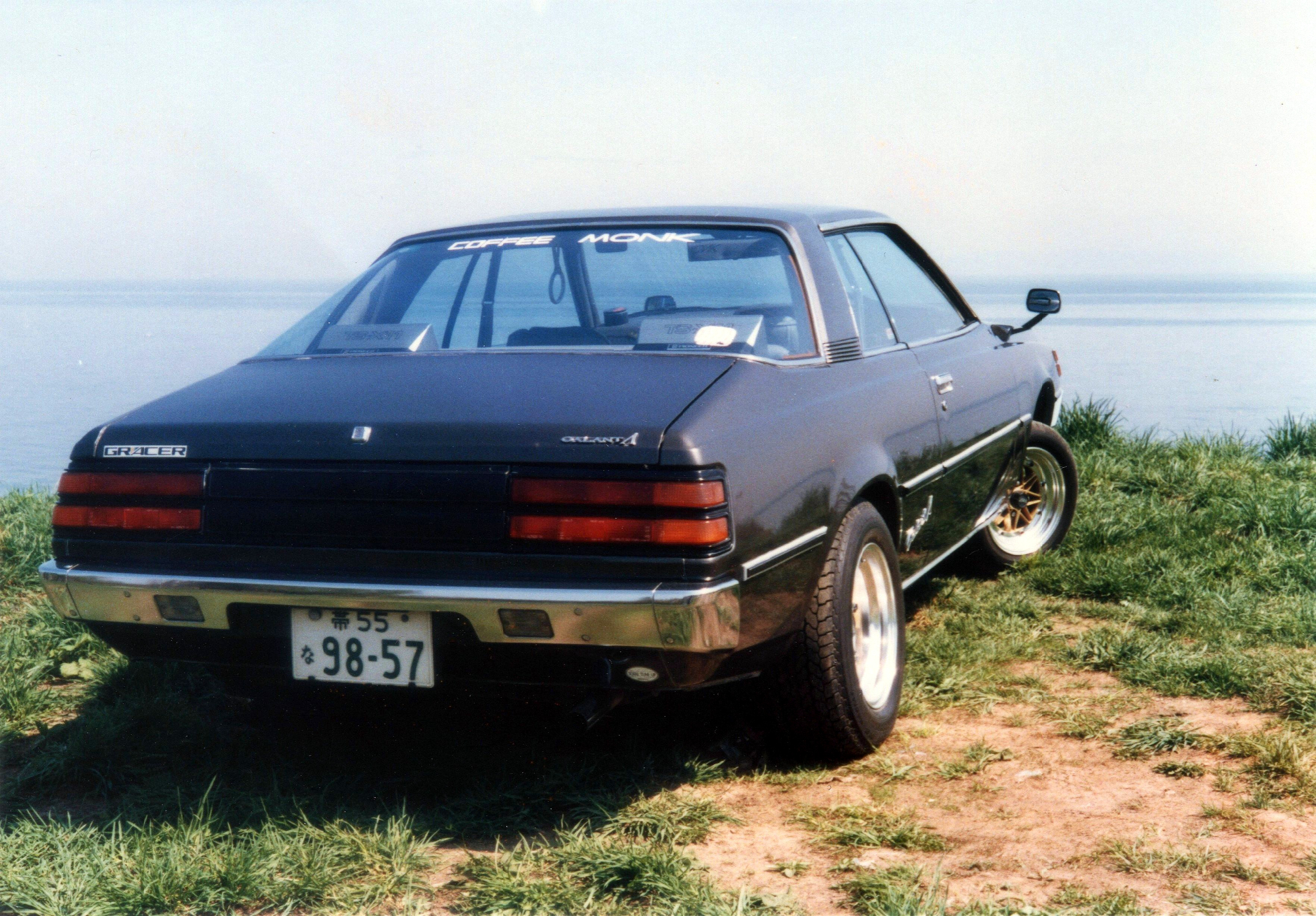
兄弟車三菱Galant Λ車尾

### 第二代（1980年-1984年）
1980年 - 5月實施大改款，車名隨之變動為三菱Eterna Λ；11月追加一具2.0L直列四缸SOHC 4G63T型渦輪增壓引擎。
1981年 - 4月2.0L渦輪增壓車型追加三速自排變速箱，11月實施小改款時減少車型編制。
1984年 - 10月正式停售。

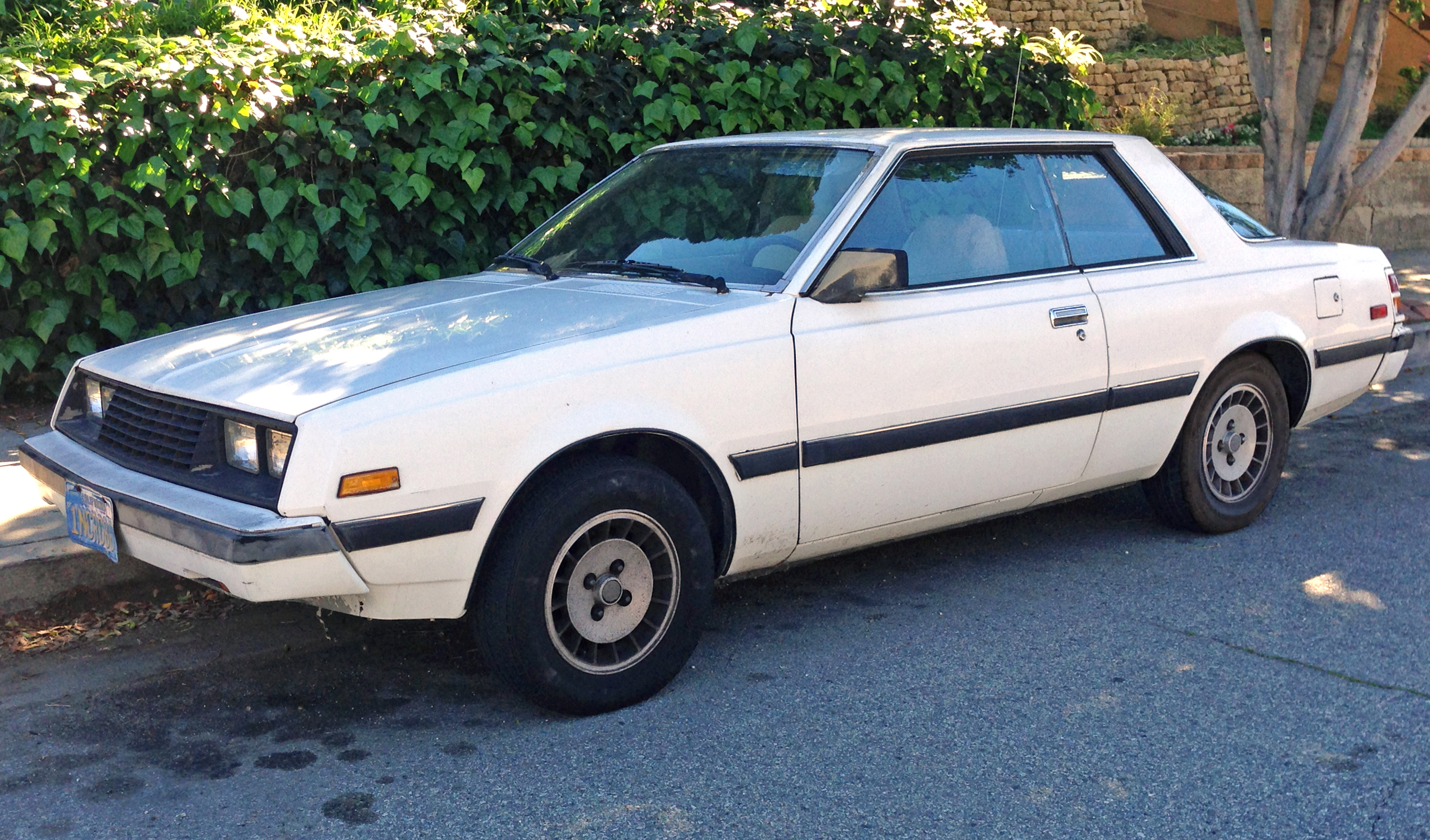
兄弟車道奇Challenger車頭
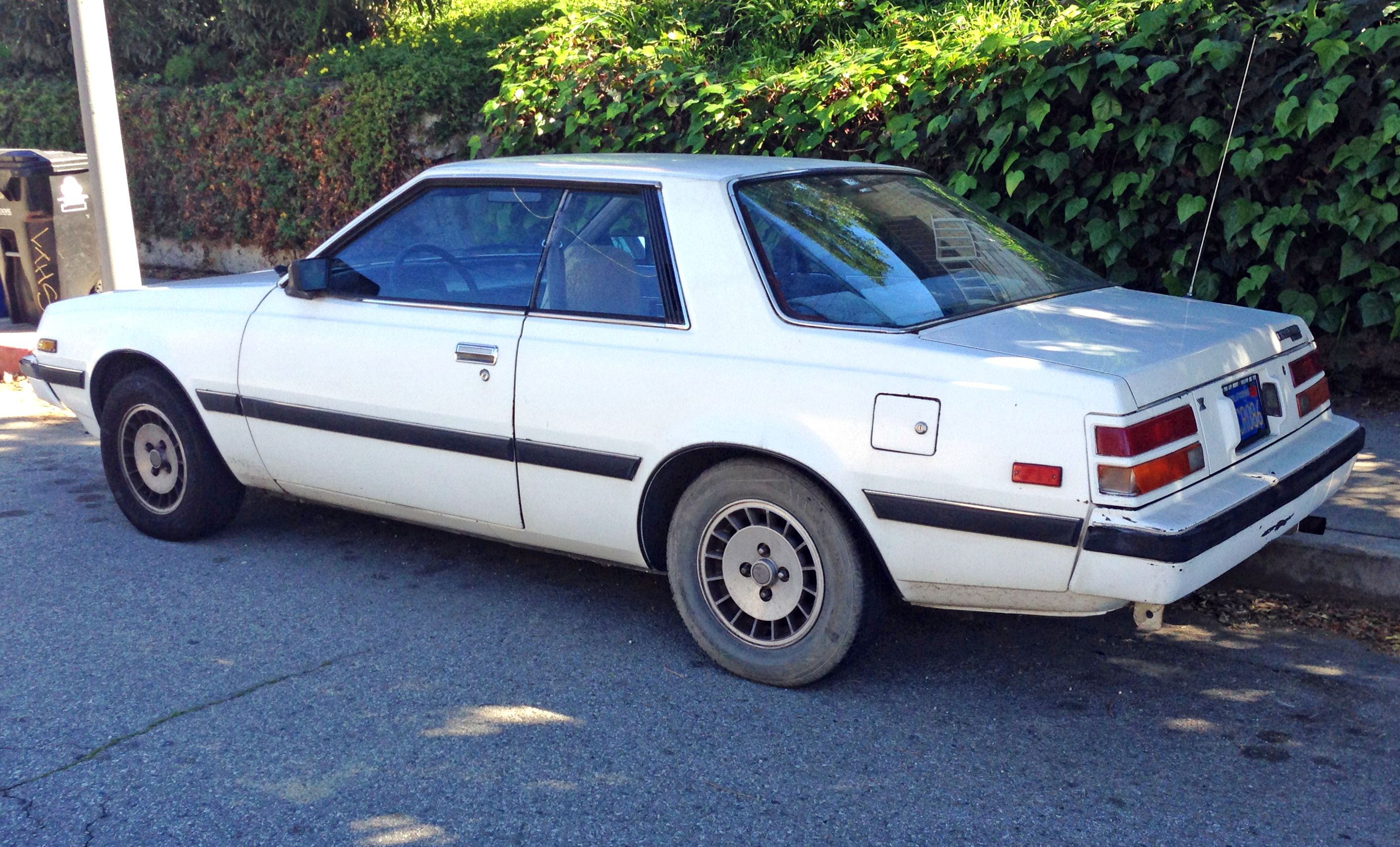
兄弟車道奇Challenger車尾

## 外部連結
- （日語）4代目ギャラン Σ／Λ 、2代目エテルナΣ／Λ発表 （页面存档备份，存于）